# Баликесір (аеропорт)
Аеропорт Баликесір (IATA: BZI, ICAO: LTBF) (тур. Balıkesir Merkez Havalimanı) — аеропорт спільного базування у місті Баликесір, Туреччина.  
Аеропорт розташований у центрі міста Баликесір. 
На початок 2020-х аеропорт не обслуговує пасажирські рейси. 
Нову будівлю терміналу відкрито у 2020 році 

## Військове використання
Баликесір є домівкою 9-го авіакрила 1-го командування ВПС Туреччини. 
Загін 184 TUSLOG був розміщений тут під час холодної війни, мав підтримувати будь-які необхідні операції з ядерного удару 191 і 192 Filos обслуговуючі Lockheed F-104 Starfighter. 
На базі зберігалося близько 25 одиниць ядерної зброї. 

## Статистика
Див. джерело запитів Вікіданих та джерела.